# Drift (canção)
"Drift" é uma canção da cantora americana Emily Osment. Foi lançada em 12 de julho de 2011 e utilizada para promover o filme Cyberbully.

## Faixas
| Download digital |         |                |         |  |
| N.º              | Título  | Compositor(es) | Duração |  |
| 1.               | "Drift" | Emily Osment   | 2:35    |  |